# Koskullskulle
Koskullskulle è un'area urbana della Svezia situata nel comune di Gällivare, contea di Norrbotten.
La popolazione rilevata nel censimento 2010 era di 874 abitanti .